# Jakub Rabušic
Jakub Rabušic (27. ledna 1905 Stará Břeclav – 13. února 1981 Brno) byl český (resp. moravský) římskokatolický duchovní, jezuita, perzekvovaný v době nacistického i komunistického režimu.

## Životopis
V roce 1917 začal studovat v jezuitském řádovém gymnáziu na Velehradě. Po skončení první větové války, 7. 9. 1922 vstoupil do noviciátu Tovaryšstva Ježíšova, v roce 1924 složil své první řeholní sliby a dva roky pokračoval v gymnaziálních studiích na Velehradě (poslední rok studoval na arcibiskupském gymnáziu v Praze-Bubenči). Po maturitě studoval v letech 1927 až 1930
filozofii v Egenhovenu v Belgii. V roce 1930 ho představení poslali na studia teologie do Innsbrucku, kde byl 26. 7. 1933 vysvěcen na kněze. O rok později začal studovat na Karlově univerzitě češtinu a němčinu. 
V následujících letech se ve své kněžské službě věnoval zejména výuce na školách. V letech 1940–1941 vyučoval němčinu v Praze -Bubenči, další rok vyučoval němčinu do konce školního roku (do zrušení gymnázia na Velehradě). Od září téhož roku do června 1943 působil ve farnosti Jankovice. Následně byl gestapem zatčen a internován. Po propuštění z internace v říjnu 1943 působil jako spirituál kněžského semináře v Brně. Další rok se vrátil na Velehrad, kde vypomáhal v okolních farnostech. Po skončení druhé světové války začal vyučovat češtinu a ruštinu na opět otevřeném arcibiskupském gymnáziu v Praze-Dejvicích. Když bylo po dvou letech gymnázium převedeno do Bohosudova, vyučoval tyto předměty tam.
V rámci Akce K byl postupně internován v několika pracovních táborech - v Oseku, Želivi a do konce roku 1960 v Králíkách. Když byl tento tábor zrušen, nastěhoval se k bratrovi do Brna a začal pracovat jako mazač tramvají ve vozovně Dopravního podniku v Brně-Medlánkách. Později si našel podnájem v Brně-Židenicích. Od 14. března 1961 měl povoleny tiché mše v kostele bez účasti věřících.
Když odešel do důchodu, podařilo se P. Baťkovi získat pro něj od 12. 5. 1966 výpomocný souhlas pro židenickou farnost. Tak se stal židenickým „kaplanem“. S přibývajícím věkem začal mít zdravotní potíže (artróza a šedý zákal). V závěru života byl častěji hospitalizován, zemřel v nemocnici v Brně-Novém Lískovci.